# ホーマー (アラスカ州)
ホーマー（英：Homer）は、アメリカ合衆国アラスカ州のキナイペニンシュラ郡にある都市。人口は5,522人（2020年）。
ホーマーには「広大な海辺の村」と「道の終点」という二つの愛称がある。

## 地理
ホーマーは北緯59度38分35秒、西経151度31分33秒に位置する。
アメリカ合衆国国勢調査局によると、この都市は総面積58.1 km2 (22.4 mi2) である。このうち27.4 km2 (10.6 mi2)が陸地で、30.7 km2 (11.9 mi2) が海や湖などの水地域である。総面積のうち52.83%が水地域となっている。
ホーマーはキナイ半島の南西部に位置し、カチェマック湾に面している。7 kmにわたって細長い形状が続くホーマー砂州がカチェマック湾へ伸びており、ホーマーの港も砂州につくられている。
1964年のアラスカ地震では、砂州のみならず地域の海岸線がかなりの距離にわたって大きな被害を受けたが、小さな草木は砂州に生えていたものも生き残ることができた。

## 歴史
ホーマーの近辺からは耕作跡が見つかっており、初期ユピック人が生活していたと考えられているが、彼らの村はカチェマック湾から離れた場所にある。
1890年代になると、この地域から石炭が発見された。クック・インレット・コール・フィールズ社がこの地に街やドック、炭鉱、ホーマー鉄道を建設し、石炭の採掘は第二次世界大戦時まで続いた。さらに依然としてこの地域には推定40億トンもの石炭が眠っている。
ホーマーという地名は金の会社を創業したホーマー・ペノックからとられた。彼は1896年にホーマーの砂嘴に降り立ち、彼の雇う50人のクルーが暮らすための街を建設したが、この地域から金はあまりとれなかった。
ホーマーは昔から「世界のオヒョウ釣りの中心」として知られている。オヒョウ、サーモンなどの娯楽としての釣りや観光業のほかに、漁業や林業がこの地域における重要な産業になっている。ホーマーでは2006年に北極圏冬季体育大会が開催された。最近ではアラスカ海岸国立野生生物保護区とカチェマック湾研究所が共同でビジター・センターに体験型の展示施設「アラスカ諸島＆海洋ビジター・センター」や歴史・文化を紹介する博物館「プラット博物館」を設けている。

## 人口動静
2004年の時点で、ホーマーには3,726人、1,523世帯、および955家族が暮らしている。人口密度は144/km2 (372.9/mi2) で、68.4/km2 (177.0/mi2) の平均的な密度に1,873軒の住居が建っている。
ホーマーの人種の構成は白人88%、アフリカン・アメリカン2.33%、先住民4.88%、アジア系2%、太平洋諸島系1.19%、その他の人種0.73%、及び混血3.14%で、2.41%の人々がヒスパニックまたはラテン系である。
ホーマーに住む1,523世帯のうち、31.6%は18歳未満の子供と暮らしており、51.3%は夫婦で生活している。9.8%は未婚の女性が世帯主であり、36.9%は家族以外の住人と同居している。29.7%は独居で、全世帯の6.1%は65歳以上の独居老人世帯である。1世帯あたりの平均人数は2.40人であり、家庭の場合は2.99人である。
ホーマーの住民は27.6%が18歳未満の未成年、18歳以上24歳以下が7.2%、25歳以上44歳以下が26.9%、45歳以上64歳以下が28.2%、及び65歳以上が10.1%にわたっている。平均年齢は39歳である。女性100人ごとに対して男性は97.8人いて、18歳以上の女性100人ごとに対して男性は98.7人いる。
ホーマーの世帯ごとの平均収入は42,821米ドルであり、家族ごとでは53,571米ドルである。男性の38,063米ドルに対して女性は30,494米ドルの平均的な収入がある。都市の一人当たりの収入 (per capita income) は21,823米ドルである。人口の9.3%及び家族の7.7%は貧困線以下である。18歳未満人口の11.6%と65歳以上人口の6.8%は貧困線以下の生活を送っている。

## 教育
ホーマーはキナイ・ペニンシュラ郡学区に含まれており、初等・中等教育は保障されている。市内に所在する学校は下記の通りである。
- ホーマー高等学校 (9-12)
- ホーマー・フレックス高等学校 (9-12)
- ホーマー中学校 (7-8)
- 西ホーマー小学校 (3-6)
- ポール・バンクス小学校 (K-2)
- マクニール・キャニオン小学校 (K-6)
- ファイアーウィード学園 (3-6)

キナイ・ペニンシュラ大学のカチェマック湾キャンパスは、この地の学生にホーマーの市営学校が教える要領 (ESLやGED) 以上の高等教育を与えている。
市内のホーマー公共図書館は、ホーマー図書館の後援者で積極的にホーマー図書館を支援している。ホーマー図書館は1948年に設立されたが、建物を新しくするため資金を集めて2006年9月16日に開館された。

## メディア
ホーマーでは二つの地方紙が発行されている。一つはホーマー・トリビューンという名の独立した週刊誌で、1991年に創刊された。もう一つはホーマー・ニュースという1964年に創刊された週刊誌で、2000年にジョージア州に本拠を置くモリス・コミュニケーションズの傘下に入った。
ホーマーにはKMVV-FM (103.5 FM) 、KMJG (88.9 FM) 、KGTL (620 AM) 、KBBI (890 AM) を含む多くのラジオ局が存在する。
ホーマーには7つのアナログテレビ局がある。一覧は下記の通り。
- KTUU-TV (2ch) - NBC
- KTBY (4ch) - Fox
- KAKM (7ch) - PBS
- KYES (9ch) - MNTV
- KTVA (11ch) - CBS
- KIMO (13ch) - ABC

## 交通

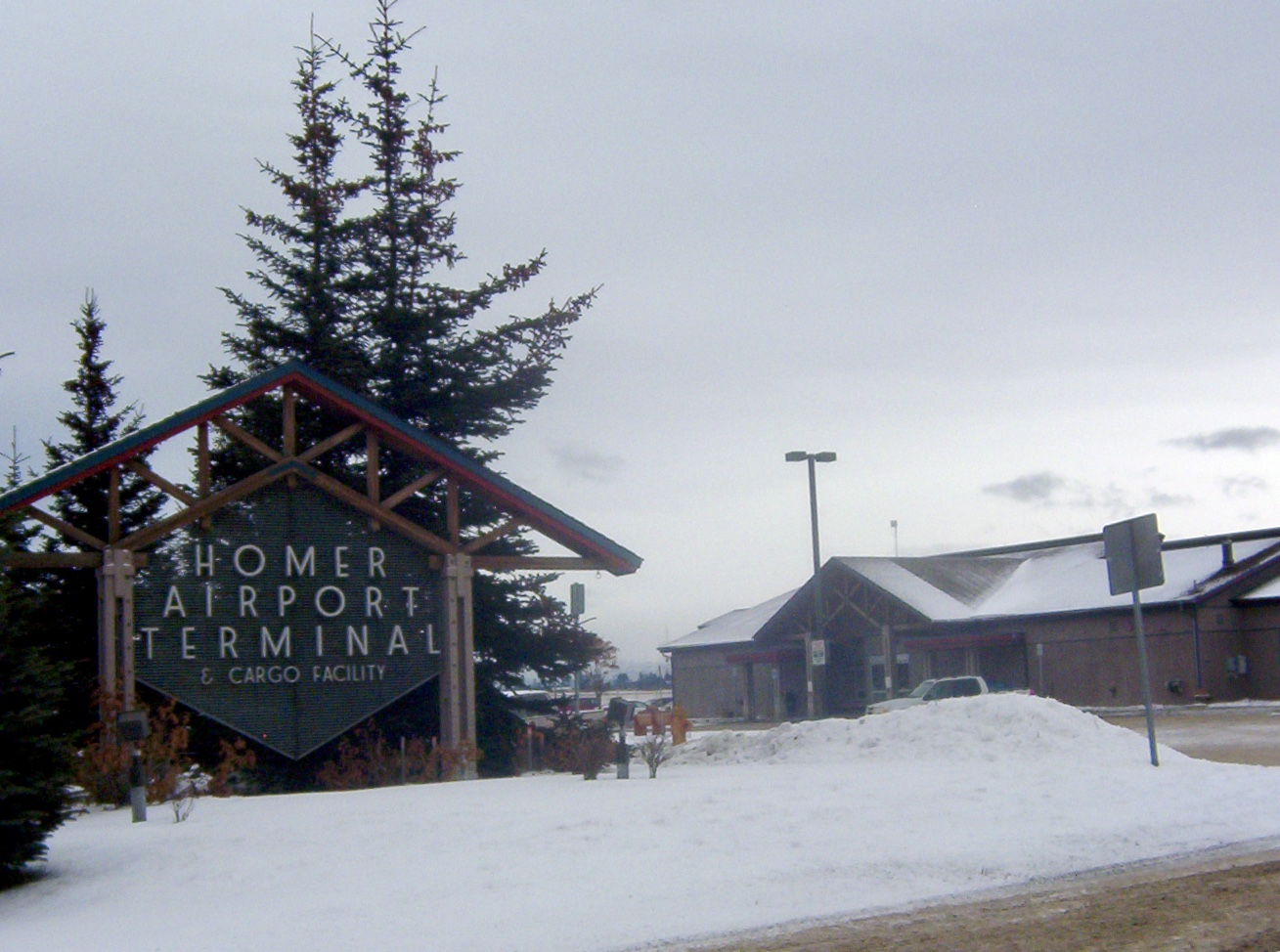
ホーマー空港

ホーマーはアラスカ・ハイウェイ・システムの最南端の町である。アラスカ・マリン・ハイウェイ（アラスカン・フェリー・システム）では、アンカレジからアラスカ半島方面へ延びる主要ルートから分岐して寄航するフェリーがある。空路では、臨海部に地域空港（ホーマー空港）があり、エアタクシーがキナイとアンカレジの二都市を結んでいる。ホーマーでは2005年になって市内初の信号機が設置された。

## 姉妹都市
- 天塩町（日本）
- エリゾヴォ（ロシア）

## 出身有名人
ホーマーは下記の有名人の出身または在住地である。
- ジュエル - シンガー・ソングライター。
- アンブローズ・オルセン - 男性ファッションモデル。2010年に自殺。
- ジーン・キーン - ホーマー砂州で長年にわたってハクトウワシに餌を与えていたとして知られる、ホーマーの「イーグル・レディ」。
- トム・ボデット - 作家。アメリカ合衆国やカナダで展開しているモーテルチェーン、モーテル6の広告やホーマーについての風変わりな本「あなたはここまでパスポート無しで来れる」の著者として知られる。
- ステイシー・ボーグマン - ボートの競技者。オリンピックにも出場した。
- リンカーン・ブリュースター - クリスチャン・ミュージックの演奏家。
- アンディ・ヒルストランドとジョン・ヒルストランド - テレビシリーズ「ベーリング海の一攫千金」に登場するカニ漁船「F/V Time Bandit」のキャプテン。
- ラリー・マーティン - クロスカントリースキーの競技者。1972年札幌オリンピックに出場した。引退後は他の競技者にスキーを教えている。
- テラ・オドネル - 女子レスリングのオリンピック元代表。
- シェリー・ギル - 児童書の作家。